# Le tre città
Le tre città  (titolo in francese, Les Trois Villes) è un ciclo di romanzi scritto da Émile Zola tra il 1893 e il 1898. Segue direttamente il ciclo precedente del romanziere, I Rougon-Macquart. L'eroe, padre Pierre Froment, funge da filo conduttore per i tre romanzi, Lourdes, Roma e Parigi, in cui Zola si interroga sul ruolo della religione nella società moderna, ma anche sul confronto tra una radiosa borghesia e il miserabile mondo della classe operaia.

## Lourdes

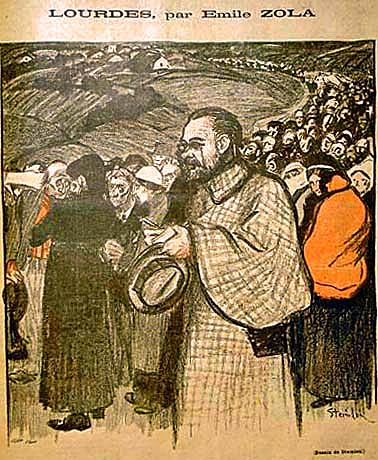
Théophile Alexandre Steinlen, Émile Zola al pellegrinaggio di Lourdes, pubblicato su Gil Blas illustrato dal 22 aprile 1894

Un viaggio nei Pirenei portò Zola a Lourdes nel 1891, dove osservò, spaventato, "un mondo di credenti allucinati". Nel luglio 1892, nel periodico Gil Blas,  annunciò il suo progetto sulla città miracolosa,, "senza intenzioni maligne". Sotto la guida del barone Malet e sotto quello di M. de Lacvivier, il 25 agosto 1892, Zola visitò la Grotta, il negozio di candele, l'ufficio per l'invio di acqua da Lourdes, quindi il Rosario, la Cripta e la Basilica . Questi due notabili hanno ispirato il personaggio del barone Suire a Lourdes e sono direttamente citati in I miei viaggi; Lourdes, Roma . Quindi ripartì per il traguardo del pellegrinaggio, alla fine del quale decise di dividere l'opera in due romanzi, con Roma . In autunno, aggiunge Parigi, "la parte del socialismo che si apre nel XX secolo" ai primi due, progettando finalmente un nuovo ciclo sul ruolo della religione nella società francese della fine del XIX secolo, di cui scrive : "La mia trilogia, che conterrà l'equilibrio religioso, filosofico e sociale del secolo, sarà meno pessimista rispetto al resto del mio lavoro e animata da una ventata di ideale e speranza ".
Lourdes apparve il 25 luglio 1894, dopo essere stato pubblicato a puntate nel Gil Blas . La trama descrive cinque giorni di pellegrinaggio di padre Pierre Froment, il personaggio filo conduttore del ciclo. Il romanzo dipinge allo stesso tempo la sofferenza dei pellegrini nella loro fede e "la necessità del soprannaturale che persiste nell'uomo nonostante le conquiste della scienza". Denuncia anche le truffe curative, le rivalità tra le varie correnti del clero, i Padri della Grotta assimilati ai nuovi mercanti del tempio. Le reazioni alla pubblicazione di Lourdes furono immediate, la controversia lanciata da Mgr Ricard fu ripresa e alimentata dalla destra cattolica portando all'indicizzazione del romanzo e di tutto il lavoro di Emile Zola. Tuttavia, il libro ebbe un enorme successo, vendendo centoventi mila copie in un mese, il terzo romanzo di Zola fu il più venduto il 1º marzo 1898.

## Roma
Il secondo volume delle Tre città, Roma, sposta l'attenzione sulla città santa, dove Pierre Froment è venuto a difendere il suo libro, La Rome nouvelle contro una possibile messa all'Indice dei libri proibiti. Una storia d'amore si mescola in una forma melodrammatica, dal momento che i due amanti Dario e Benedetta muoiono vittime del veleno dei Borgia ; il Papa e il suo clero vengono dipinti senza compromessi , ma sono presenti anche belle descrizioni di una Roma tridimensionale (antico, religioso e moderno in costruzione). Si tratta di un'opportunità per Zola per fare il punto di un "neocristianesimo" che tenta di assimilare la modernità di una coscienza universale in evoluzione, al crocevia del XIX secolo. Come sempre, il romanziere si documentò molto seriamente, viaggiando per sei settimane a Roma e in Italia alla fine del 1894, anche se nonostante la sua richiesta, non fu ricevuto da Papa Leone XIII . 

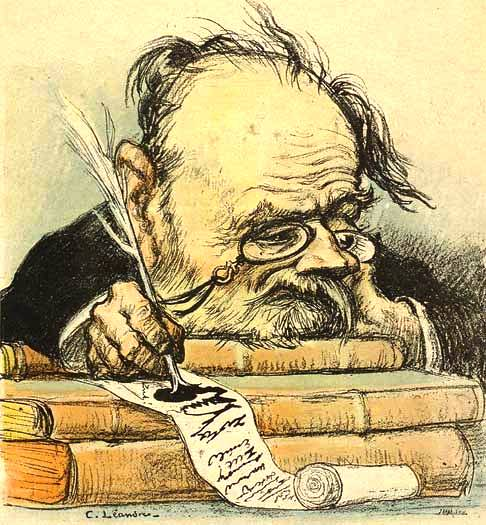
"Finalmente! Il signor Zola arriva alla fine del suo percorso dando alla luce Parigi. Il padre e il bambino stanno facendo lo stesso bene ”. La caricatura di C. Léandre intorno al 1898

Roma fu pubblicata simultaneamente a puntate sul Le Journal di Parigi e su La Tribuna a Roma dal dicembre 1895 al maggio 1896, mentre apparve nelle librerie l'8 maggio 1896. Le reazioni furono contrastanti, con una nuova polemica logicamente aperta dagli ambienti della destra clericale e conservatrice. La sua stampa non trovò alcun interesse per il romanzo ed elencò le improbabilità che avrebbero rovinato il lavoro. Zola fu persino accusato di plagio durante una campagna per bloccare ancora una volta il suo ingresso all'Accademia di Francia, e dovette rispondere con un articolo ben documentato esponendo tutte le sue fonti Ma già, il romanziere pensava alla conclusione della sua trilogia.

## Parigi
L'idea di Parigi venne a Zola nel settembre 1892, ispirato dal contesto anarchico degli anni 1892-1894 con i loro attentati, ma anche dalla rivelazione dello scandalo di Panama, che coinvolse parte del mondo politico repubblicano e la sfera finanziaria. Pierre Froment è ancora il personaggio principale, il quale però, avendo perso ogni fede, decide di dedicarsi alla carità per i più poveri, senza successo. Si oppone poi al fratello chimico e anarchico, inventore di un nuovo esplosivo ad alta potenza, che vuole cambiare il mondo con l'uso del terrore e della violenza, portando l'eroe a comprendere la necessità di un rinnovamento organizzativo della società per combattere la miseria. Zola dipinge anche un'immagine della Parigi del denaro, della politica e del piacere, in opposizione all'estrema povertà che spinge all'anarchia.
Redatto da gennaio ad agosto 1897, il romanzo fu pubblicato per la prima volta su Le Journal dall'ottobre 1897 al 9 febbraio 1898. La pubblicazione del libro avvenne nel pieno della vicenda Dreyfus, quando Zola pubblicò J'Accuse. . . ! . Il romanziere decise quindi di rinviare la pubblicazione di Parigi al 1º marzo su richiesta del suo editore, Charpentier. Come prevedibile, la reazione della stampa conservatrice di destra fu ancora più ostile in quanto personalità di estrema destra come Édouard Drumont furono riconosciute all'interno dei capitoli. La critica veemente del libro si combinò con il linciaggio mediatico a seguito dell'articolo di Zola. A sinistra, Jaurès affermò che " Parigi è una coraggiosa protesta contro tutti i poteri di menzogne e servitù ". Scrive Léon Blum  : "Mai il signor Zola ha sviluppato con tanta lucidità e forza la sua visione ottimista dell'umanità in movimento".

## I manoscritti e le note preparatorie
Nel 1906, Alexandrine Zola, allora vedova dell'autore, donò i manoscritti e le note preparatorie delle Tre Città alla Biblioteca Méjanes . I manoscritti di ogni città contano cinque volumi rilegati, oltre a dodici scatole di appunti e documenti preparatori (schizzi, piani, ecc.). Alexandrine concesse questo dono a condizione che fosse reso omaggio al marito defunto nella città di Aix-en-Provence, che si concretizzò sotto forma di un busto scolpito da Philippe Solari, la cui inaugurazione ebbe luogo presso la biblioteca di Méjanes. 

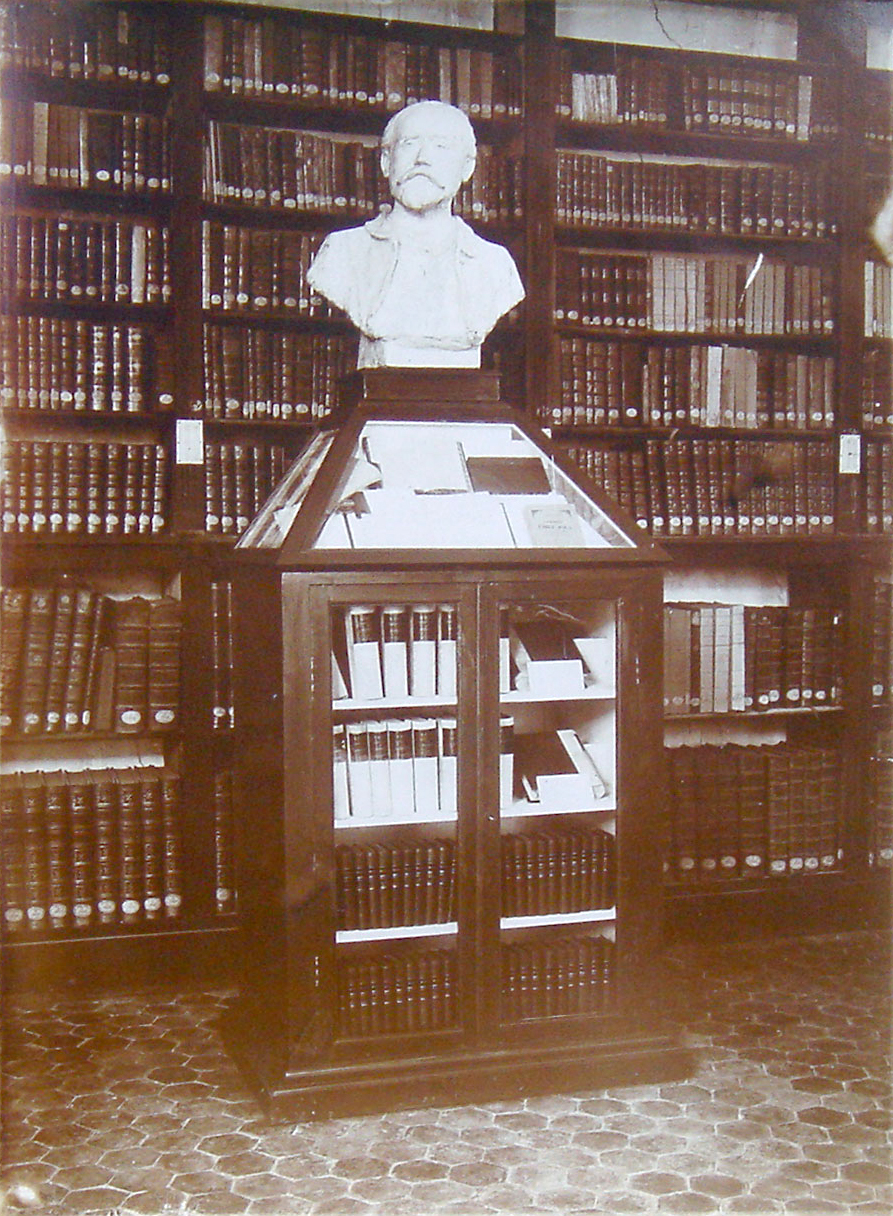
Fotografia del busto di Emile Zola, durante la sua inaugurazione presso la Biblioteca Méjanes

## Edizioni
- (FR) Émile Zola e Pomme, Les Trois Villes : Lourdes, litteratureaudio.comª ed., 2 mai 2011.  (FR) Émile Zola e Pomme, Les Trois Villes : Lourdes, litteratureaudio.comª ed., 2 mai 2011.  (FR) Émile Zola e Pomme, Les Trois Villes : Lourdes, litteratureaudio.comª ed., 2 mai 2011.
- (FR) Émile Zola e Pomme, Les Trois Villes : Rome, litteratureaudio.comª ed., 1º juin 2011.  (FR) Émile Zola e Pomme, Les Trois Villes : Rome, litteratureaudio.comª ed., 1º juin 2011.  (FR) Émile Zola e Pomme, Les Trois Villes : Rome, litteratureaudio.comª ed., 1º juin 2011.
- (FR) Émile Zola e Pomme, Les Trois Villes : Paris, litteratureaudio.comª ed., 14 juin 2011.  (FR) Émile Zola e Pomme, Les Trois Villes : Paris, litteratureaudio.comª ed., 14 juin 2011.  (FR) Émile Zola e Pomme, Les Trois Villes : Paris, litteratureaudio.comª ed., 14 juin 2011.